# Jim Langer
James John Langer (16 de maio de 1948 – 29 de agosto de 2019) foi um jogador de futebol americano que jogou como center na National Football League pelo Miami Dolphins e o Minnesota Vikings. A BBC Sport afirma que ele era um dos melhores centers na história da liga. Langer foi eleito para o Pro Football Hall of Fame em 1987.
Ele é um dos quatro jogadores dos Dolphins eleitos para o Hall da Fama do futebol americano no seu primeiro ano de elegibilidade; os outros foram Dan Marino, Paul Warfield e Jason Taylor.